# Polska na Zimowym Olimpijskim Festiwalu Młodzieży Europy 2019
Polskę na Zimowym Olimpijskim Festiwalu Młodzieży Europy 2019 reprezentowało 37 zawodników, którzy wystąpili w siedmiu dyscyplinach.
W piątek 8 stycznia 2019 roku odbyła się uroczystość odebrania oficjalnych aktów powołania do reprezentacji. Zostało też złożone przyrzeczenie o godnym reprezentowania kraju, które przeczytała w imieniu sportowców Magdalena Zych, a jako przedstawiciel trenerów i kierownictwa ekipy – Mateusz Habrat.
Pierwszego dnia zawodów brązowy medal zdobyła biegaczka Monika Skinder w biegu na 7,5 km techniką klasyczną. Na mecie straciła do zwyciężczyni Szwajcarki Anji Weber 48,4 sekundy. Był to pierwszy medal w historii zdobyty na Olimpijskim festiwalu młodzieży Europy w tej dyscyplinie sportowej.
Dzień później złoto wywalczył Mateusz Krzemiński w short tracku na dystansie 500 m. W drodze po medal wygrał każdy ze swoich biegów, począwszy od kwalifikacji. W finale wyprzedził Furkana Akara z Turcji o 0,131 sekundy. Kilka minut wcześniej na tym samym dystansie Magdalena Zych zdobyła brązowy medal, bijąc rekord Polski młodziczek z czasem 45,157 sekundy. Wyprzedziły ją dwie Słowaczki Petra Rusnáková i Lucia Filipová.
Monika Skinder została mistrzynią w biegowym sprincie techniką klasyczną. W eliminacjach uzyskała drugi czas, ustępując jedynie Alenie Baranowej z Rosji. Pozostałe trzy biegi wygrała. W finale okazała się lepsza od Baranowej.
W ostatni dzień festiwalu srebrny medal zdobyła sztafeta mieszana na 3000 metrów w short tracku w składzie Hanna Sokołowska, Magdalena Zych, Mateusz Mikołajuk i Mateusz Krzemiński. W finale lepsza okazała się sztafeta Węgier.

## Medaliści
| Medal  | Zawodnik                                                             | Dyscyplina        | Konkurencja                       | Data      |
| ------ | -------------------------------------------------------------------- | ----------------- | --------------------------------- | --------- |
| złoto  | Mateusz Krzemiński                                                   | Short track       | Wyścig na 500 m                   | 12 lutego |
| złoto  | Monika Skinder                                                       | Biegi narciarskie | Sprint techniką klasyczną         | 14 lutego |
| srebro | Hanna Sokołowska Magdalena Zych Mateusz Mikołajuk Mateusz Krzemiński | Short track       | Sztafeta mieszana na 3000 m       | 15 lutego |
| brąz   | Monika Skinder                                                       | Biegi narciarskie | Bieg na 7,5 km techniką klasyczną | 11 lutego |
| brąz   | Magdalena Zych                                                       | Short track       | Wyścig na 500 m                   | 12 lutego |

## Kadra
W składzie reprezentacji wystąpiło ośmioro biathlonistów, czworo short trackowców, jedna łyżwiarka figurowa, czworo curlerów, ośmioro biegaczy narciarskich, ośmioro narciarzy alpejskich oraz czworo snowboardzistów.
| Imię i nazwisko         | Data urodzenia            | Dyscyplina            | Płeć |
| ----------------------- | ------------------------- | --------------------- | ---- |
| Przemysław Białobrzycki | 16 października 2001(dts) | Narciarstwo alpejskie | M    |
| Jan Bolek               | 15 sierpnia 2001(dts)     | Narciarstwo alpejskie | M    |
| Sebastian Bryja         | 11 lutego 2002(dts)       | Biegi narciarskie     | M    |
| Robert Bugara           | 10 lutego 2002(dts)       | Biegi narciarskie     | M    |
| Mateusz Chojnowski      | 21 marca 2003(dts)        | Curling               | M    |
| Maja Chyla              | 8 października 2001(dts)  | Narciarstwo alpejskie | K    |
| Bartosz Cielniak        | 30 września 2002(dts)     | Biegi narciarskie     | M    |
| Grzegorz Dereń          | 24 czerwca 2001(dts)      | Biathlon              | M    |
| Kalina Ejsmont          | 28 lipca 2003(dts)        | Curling               | K    |
| Kamila Gąsienica        | 2 października 2001(dts)  | Biegi narciarskie     | K    |
| Daria Gembicka          | 7 września 2001(dts)      | Biathlon              | K    |
| Jan Guńka               | 14 kwietnia 2002(dts)     | Biathlon              | M    |
| Amelia Jęczmieniak      | 20 kwietnia 2002(dts)     | Biathlon              | K    |
| Helena Karabanowska     | 18 października 2001(dts) | Narciarstwo alpejskie | K    |
| Ewelina Kołodziej       | 7 kwietnia 2001(dts)      | Biegi narciarskie     | K    |
| Mateusz Krzemiński      | 30 sierpnia 2002(dts)     | Short track           | M    |
| Karolina Kukuczka       | 14 grudnia 2002(dts)      | Biegi narciarskie     | K    |
| Magdalena Łuczak        | 31 grudnia 2001(dts)      | Narciarstwo alpejskie | K    |
| Jędrzej Maczugowski     | 2003(dts) tr              | Snowboarding          | M    |
| Mateusz Mikołajuk       | 2 kwietnia 2002(dts)      | Short track           | M    |
| Maciej Mróz             | 2002(dts) tr              | Snowboarding          | M    |
| Filip Orlik             | 2003(dts) tr              | Snowboarding          | M    |
| Arkadiusz Ościk         | 5 sierpnia 2003(dts)      | Curling               | M    |
| Kacper Rutkowski        | 3 marca 2002(dts)         | Biathlon              | M    |
| Bartłomiej Sanetra      | 2002(dts) tr              | Narciarstwo alpejskie | M    |
| Aniela Sawicka          | 3 stycznia 2001(dts)      | Narciarstwo alpejskie | K    |
| Victoria Sitkiewicz     | 29 lipca 2003(dts)        | Curling               | K    |
| Monika Skinder          | 19 listopada 2001(dts)    | Biegi narciarskie     | K    |
| Piotr Sobiczewski       | 2002(dts) tr              | Biegi narciarskie     | M    |
| Hanna Sokołowska        | 3 czerwca 2003(dts)       | Short track           | K    |
| Patrycja Stanek         | 30 stycznia 2001(dts)     | Biathlon              | K    |
| Bartosz Szkoła          | 2002(dts) tr              | Narciarstwo alpejskie | M    |
| Klaudia Topór           | 2 października 2002(dts)  | Biathlon              | K    |
| Paulina Zaradna         | 2002(dts) tr              | Snowboarding          | K    |
| Magdalena Zawadzka      | 12 września 2002(dts)     | Łyżwiarstwo figurowe  | K    |
| Marcin Zawół            | 29 maja 2002(dts)         | Biathlon              | M    |
| Magdalena Zych          | 18 lutego 2004(dts)       | Short track           | K    |

## Wyniki

### Biathlon
Dziewczęta
| Zawodniczka        | Konkurencja                | Czas    | Strata  | Pozycja |
| ------------------ | -------------------------- | ------- | ------- | ------- |
| Daria Gembicka     | Sprint na 6 km             | 25:10,9 | +2:57,4 | 40.     |
| Daria Gembicka     | Bieg indywidualny na 10 km | 42:26,2 | +4:08,8 | 24.     |
| Amelia Jęczmieniak | Sprint na 6 km             | 27:09,6 | +4:56,1 | 61.     |
| Amelia Jęczmieniak | Bieg indywidualny na 10 km | 44:25,9 | +6:08,5 | 48.     |
| Patrycja Stanek    | Sprint na 6 km             | 24:29,7 | +2:16,2 | 27.     |
| Patrycja Stanek    | Bieg indywidualny na 10 km | 42:59,5 | +4:42,1 | 33.     |
| Klaudia Topór      | Sprint na 6 km             | 25:18,8 | +3:05,3 | 41.     |
| Klaudia Topór      | Bieg indywidualny na 10 km | 45:48,0 | +7:30,6 | 59.     |

Chłopcy
| Zawodnik         | Konkurencja                  | Czas    | Strata  | Pozycja |
| ---------------- | ---------------------------- | ------- | ------- | ------- |
| Grzegorz Dereń   | Sprint na 7,5 km             | 28:00,6 | +3:28,9 | 49.     |
| Grzegorz Dereń   | Bieg indywidualny na 12,5 km | 49:14,3 | +6:27,0 | 32.     |
| Jan Guńka        | Sprint na 7,5 km             | 28:37,5 | +4:05,8 | 61.     |
| Jan Guńka        | Bieg indywidualny na 12,5 km | 49:15,3 | +6:28,0 | 33.     |
| Kacper Rutkowski | Sprint na 7,5 km             | 27:06,0 | +2:34,3 | 36.     |
| Kacper Rutkowski | Bieg indywidualny na 12,5 km | DSQ     | DSQ     | DSQ     |
| Marcin Zawół     | Sprint na 7,5 km             | 27:01,1 | +2:29,4 | 33.     |
| Marcin Zawół     | Bieg indywidualny na 12,5 km | 51:18,9 | +8:31,6 | 49.     |

Sztafety
| Zawodnicy                                             | Konkurencja                         | Czas      | Strata  | Pozycja |
| ----------------------------------------------------- | ----------------------------------- | --------- | ------- | ------- |
| Daria Gembicka Patrycja Stanek Jan Guńka Marcin Zawół | Sztafeta mieszana 2×7,5 km + 2×6 km | 1:31:11,1 | +4:12,6 | 6.      |

### Biegi narciarskie
Dziewczęta
| Zawodniczka       | Konkurencja                       | Kwalifikacje | Kwalifikacje | Kwalifikacje | Ćwierćfinał     | Ćwierćfinał     | Półfinał        | Półfinał        | Finał           | Finał           | Finał   |    |    |
| Zawodniczka       | Konkurencja                       | Wynik        | Strata       | Pozycja      | Wynik           | Pozycja         | Wynik           | Pozycja         | Wynik           | Strata          | Pozycja |    |    |
| ----------------- | --------------------------------- | ------------ | ------------ | ------------ | --------------- | --------------- | --------------- | --------------- | --------------- | --------------- | ------- | -- | -- |
| Kamila Gąsienica  | Bieg na 7,5 km techniką klasyczną | —            | —            | —            | —               | —               | —               | —               | 29:12,2         | +3:49,7         | 37.     |    |    |
| Kamila Gąsienica  | Bieg na 5 km techniką dowolną     | —            | —            | —            | —               | —               | —               | —               | 16:45,8         | +1:54,3         | 44.     |    |    |
| Kamila Gąsienica  | Sprint techniką klasyczną         | 4:02,54      | +31,06       | 45.          | NQ              | NQ              | NQ              | NQ              | NQ              | NQ              | NQ      |    |    |
| Ewelina Kołodziej | Bieg na 7,5 km techniką klasyczną | —            | —            | —            | —               | —               | —               | —               | 28:24,3         | +3:01,8         | 23.     |    |    |
| Ewelina Kołodziej | Bieg na 5 km techniką dowolną     | —            | —            | —            | —               | —               | —               | —               | 16:42,9         | +1:51,4         | 40.     |    |    |
| Ewelina Kołodziej | Sprint techniką klasyczną         | 3:52,98      | +21,50       | 28. Q        | Brak informacji | 24.             | NQ              | NQ              | NQ              | NQ              | NQ      | NQ | NQ |
| Karolina Kukuczka | Bieg na 7,5 km techniką klasyczną | —            | —            | —            | —               | —               | —               | —               | 28:45,4         | +3:22,9         | 29.     |    |    |
| Karolina Kukuczka | Bieg na 5 km techniką dowolną     | —            | —            | —            | —               | —               | —               | —               | 16:58,8         | +2:07,3         | 51.     |    |    |
| Karolina Kukuczka | Sprint techniką klasyczną         | 4:05,93      | +34,45       | 52.          | NQ              | NQ              | NQ              | NQ              | NQ              | NQ              | NQ      | NQ | NQ |
| Monika Skinder    | Bieg na 7,5 km techniką klasyczną | —            | —            | —            | —               | —               | —               | —               | 26:10,9         | +48,4           | [ 15 ]  |    |    |
| Monika Skinder    | Sprint techniką klasyczną         | 3:34,04      | +2,56        | 2. Q         | Brak informacji | Brak informacji | Brak informacji | Brak informacji | Brak informacji | Brak informacji | [ 18 ]  |    |    |

Chłopcy
| Zawodnik          | Konkurencja                      | Kwalifikacje | Kwalifikacje | Kwalifikacje | Ćwierćfinał | Ćwierćfinał | Półfinał | Półfinał | Finał   | Finał   | Finał   |
| Zawodnik          | Konkurencja                      | Wynik        | Strata       | Pozycja      | Wynik       | Pozycja     | Wynik    | Pozycja  | Wynik   | Strata  | Pozycja |
| ----------------- | -------------------------------- | ------------ | ------------ | ------------ | ----------- | ----------- | -------- | -------- | ------- | ------- | ------- |
| Sebastian Bryja   | Bieg na 10 km techniką klasyczną | —            | —            | —            | —           | —           | —        | —        | 35:08,8 | +4:31,0 | 43.     |
| Sebastian Bryja   | Bieg na 7,5 km techniką dowolną  | —            | —            | —            | —           | —           | —        | —        | 20:57,1 | +1:09,8 | 23.     |
| Sebastian Bryja   | Sprint techniką klasyczną        | 3:22,37      | +17,18       | 40.          | NQ          | NQ          | NQ       | NQ       | NQ      | NQ      | NQ      |
| Robert Bugara     | Bieg na 10 km techniką klasyczną | —            | —            | —            | —           | —           | —        | —        | 33:22,8 | +2:45,0 | 13.     |
| Robert Bugara     | Bieg na 7,5 km techniką dowolną  | —            | —            | —            | —           | —           | —        | —        | 21:58,0 | +2:10,7 | 47.     |
| Robert Bugara     | Sprint techniką klasyczną        | 3:24,38      | +19,19       | 44.          | NQ          | NQ          | NQ       | NQ       | NQ      | NQ      | NQ      |
| Bartosz Cielniak  | Bieg na 10 km techniką klasyczną | —            | —            | —            | —           | —           | —        | —        | 34:53,8 | +4:16,0 | 38.     |
| Bartosz Cielniak  | Bieg na 7,5 km techniką dowolną  | —            | —            | —            | —           | —           | —        | —        | 22:39,3 | +2:52,0 | 61.     |
| Bartosz Cielniak  | Sprint techniką klasyczną        | 3:28,59      | +23,40       | 53.          | NQ          | NQ          | NQ       | NQ       | NQ      | NQ      | NQ      |
| Piotr Sobiczewski | Bieg na 10 km techniką klasyczną | —            | —            | —            | —           | —           | —        | —        | 34:28,4 | +3:50,6 | 30.     |
| Piotr Sobiczewski | Bieg na 7,5 km techniką dowolną  | —            | —            | —            | —           | —           | —        | —        | 22:40,5 | +2:53,2 | 63.     |
| Piotr Sobiczewski | Sprint techniką klasyczną        | 3:21,88      | +16,69       | 37.          | NQ          | NQ          | NQ       | NQ       | NQ      | NQ      | NQ      |

### Curling
| Zawodnicy                                                             | Konkurencja      | Faza grupowa       | Faza grupowa     | Faza grupowa        | Faza grupowa     | Faza grupowa   | Faza grupowa   | Półfinał                | Mecz o 3. miejsce |
| --------------------------------------------------------------------- | ---------------- | ------------------ | ---------------- | ------------------- | ---------------- | -------------- | -------------- | ----------------------- | ----------------- |
| Mateusz Chojnowski Kalina Ejsmont Arkadiusz Ościk Victoria Sitkiewicz | Zawody drużynowe | Chorwacja · W 15–3 | Słowenia · W 8–6 | Szwajcaria · P 2–10 | Norwegia · W 6–5 | Niemcy · W 8–3 | Włochy · W 8–4 | Wielka Brytania · P 2–8 | Węgry · P 3–10    |

### Łyżwiarstwo figurowe
| Zawodniczka        | Konkurencja | Program krótki | Program krótki | Program dowolny | Program dowolny | Wynik końcowy | Pozycja końcowa |
| Zawodniczka        | Konkurencja | Wynik          | Pozycja        | Wynik           | Pozycja         | Wynik końcowy | Pozycja końcowa |
| ------------------ | ----------- | -------------- | -------------- | --------------- | --------------- | ------------- | --------------- |
| Magdalena Zawadzka | Solistki    | 40,99          | 15.            | 72,09           | 17.             | 113,08        | 18.             |

### Narciarstwo alpejskie
Dziewczęta
| Zawodniczka         | Konkurencja   | Czas    | Strata | Pozycja |
| ------------------- | ------------- | ------- | ------ | ------- |
| Maja Chyla          | Slalom        | 1:53,55 | +12,85 | 32.     |
| Maja Chyla          | Slalom gigant | DNF     | DNF    | DNF     |
| Helena Karabanowska | Slalom        | DNF     | DNF    | DNF     |
| Helena Karabanowska | Slalom gigant | DNF     | DNF    | DNF     |
| Magdalena Łuczak    | Slalom        | DNF     | DNF    | DNF     |
| Magdalena Łuczak    | Slalom gigant | 2:19,48 | +3,10  | 8.      |
| Aniela Sawicka      | Slalom        | 1:48,38 | +7,68  | 24.     |
| Aniela Sawicka      | Slalom gigant | 2:31,46 | +15,08 | 41.     |

Chłopcy
| Zawodnik                | Konkurencja | Czas | Strata | Pozycja |
| ----------------------- | ----------- | ---- | ------ | ------- |
| Przemysław Białobrzycki | Slalom      | DNF  | DNF    | DNF     |
| Jan Bolek               | Slalom      | DNF  | DNF    | DNF     |
| Bartłomiej Sanetra      | Slalom      | DNF  | DNF    | DNF     |
| Bartosz Szkoła          | Slalom      | DNF  | DNF    | DNF     |

### Short track
Dziewczęta
| Zawodniczka      | Konkurencja      | Eliminacje | Eliminacje | Ćwierćfinał | Ćwierćfinał | Półfinał | Półfinał | Finał             | Finał   | Pozycja końcowa |
| Zawodniczka      | Konkurencja      | Czas       | Pozycja    | Czas        | Pozycja     | Czas     | Pozycja  | Czas              | Pozycja | Pozycja końcowa |
| ---------------- | ---------------- | ---------- | ---------- | ----------- | ----------- | -------- | -------- | ----------------- | ------- | --------------- |
| Hanna Sokołowska | Wyścig na 1500 m | 2:40,945   | 2. Q       | —           | —           | 2:33,388 | 4. FB    | Finał B: 2:45,554 | 1.      | 8.              |
| Hanna Sokołowska | Wyścig na 500 m  | 46,633     | 2. Q       | 46,782      | 3. Q        | 45,790   | 4. FB    | Finał B: 46,804   | 4.      | 8.              |
| Magdalena Zych   | Wyścig na 1500 m | 2:38,774   | 2. Q       | —           | —           | 2:33,860 | 2. FA    | Finał A: 2:42,917 | 7.      | 7.              |
| Magdalena Zych   | Wyścig na 500 m  | 46,113     | 1. Q       | 45,744      | 1. Q        | 45,652   | 1. FA    | Finał A: 45,157   | 3.      | [ 36 ]          |

Chłopcy
| Zawodnik           | Konkurencja      | Eliminacje | Eliminacje | Ćwierćfinał | Ćwierćfinał | Półfinał | Półfinał | Finał             | Finał   | Pozycja końcowa |
| Zawodnik           | Konkurencja      | Czas       | Pozycja    | Czas        | Pozycja     | Czas     | Pozycja  | Czas              | Pozycja | Pozycja końcowa |
| ------------------ | ---------------- | ---------- | ---------- | ----------- | ----------- | -------- | -------- | ----------------- | ------- | --------------- |
| Mateusz Krzemiński | Wyścig na 1500 m | 2:24,688   | 1. Q       | —           | —           | 2:32,041 | 4. FB    | Finał B: 2:21,436 | 1.      | 8.              |
| Mateusz Krzemiński | Wyścig na 500 m  | 43,599     | 1. Q       | 42,938      | 1. Q        | 42,910   | 1. FA    | Finał A: 42,446   | 1.      | [ 36 ]          |
| Mateusz Mikołajuk  | Wyścig na 1500 m | 2:24,548   | 2. Q       | —           | —           | DSQ      | DSQ      | NQ                | NQ      | 20.             |
| Mateusz Mikołajuk  | Wyścig na 500 m  | 43,623     | 1. Q       | 43,805      | 1. Q        | 43,666   | 3. FB    | Finał B: 43,861   | 2.      | 6.              |

### Snowboarding
Dziewczęta
| Zawodniczka     | Konkurencja | Kwalifikacje | Kwalifikacje | Finał | Finał   |
| Zawodniczka     | Konkurencja | Wynik        | Pozycja      | Wynik | Pozycja |
| --------------- | ----------- | ------------ | ------------ | ----- | ------- |
| Paulina Zaradna | Slopestyle  | 42,67        | 19.          | NQ    | NQ      |
| Paulina Zaradna | Big Air     | 43,00        | 17.          | NQ    | NQ      |

Chłopcy
| Zawodnik            | Konkurencja | Kwalifikacje    | Kwalifikacje    | Półfinał | Półfinał | Finał | Finał   |
| Zawodnik            | Konkurencja | Wynik           | Pozycja         | Wynik    | Pozycja  | Wynik | Pozycja |
| ------------------- | ----------- | --------------- | --------------- | -------- | -------- | ----- | ------- |
| Jędrzej Maczugowski | Slopestyle  | 53,00           | 27.             | NQ       | NQ       | NQ    | NQ      |
| Jędrzej Maczugowski | Big Air     | 44,33           | 31.             | —        | —        | NQ    | NQ      |
| Maciej Mróz         | Slopestyle  | Brak informacji | Brak informacji | 56,75    | 22.      | NQ    | NQ      |
| Maciej Mróz         | Big Air     | 56,33           | 26.             | —        | —        | NQ    | NQ      |
| Filip Orlik         | Slopestyle  | 41,00           | 34.             | NQ       | NQ       | NQ    | NQ      |
| Filip Orlik         | Big Air     | 55,00           | 27.             | —        | —        | NQ    | NQ      |